# Аеродром Бор
Аеродром Бор се налази у атару села Слатина, према реци Tимок, изнад града Бора и удаљен је од Зајечара 13 км. Изграђен је 1985. године. Његова полетно-слетна стаза је пресвучена „сувим асфалтом“ дужине 1.080 метара, 30 метара ширине и заузима површину од 60 хектара. Уз аеродром је тада изграђена управна зграда са хангаром. У изградњи аеродрома учествовала ја Војска и РТБ „Бор“.
У основи је био замишљен као спортски аеродром, а предвиђено је да се користи и као туристички, односно као аеродром на који могу да слећу и лаки путнички (пословни) авиони. Следеће године након изградње, на њему су одржана два такмичења: 29. Југословенски аерорели и 34. Државно првенство у скакању падобраном. И ако се убраја међу најбоље спортске аеродроме у југоисточној Европи, годинама је био готово заборављен, да би почетком маја 1990. овде слетео први путнички авион ЈАТ АН 28 са 17 седишта.
Крајем прве декаде 21. века, аеродром се налазио у запуштеном стању. Захваљујући помоћи РТБ Бор, полетно-слетна стаза аеродрома је почетком 2012. године знатно поправљена. Изграђени су афсалтни прилазни путеви до аеродрома и завршено опремање управне зграде и великог хангар. У мају 2012 држан је аеро скуп, када је на њега слетело око 20 спортских авиона из свих крајева Србије. Тренутно налази у Ц категорији и на полетно-слетну стазу могу да слећу авиони до 5.700 килограма носивости, што подразумева око 40 путника.

## Планови и развој
Мастер планом развоја инфраструктуре Србија је дефинисано је да, поред постојања међународних аеродрома „Никола Тесла“ у Београду и Константин Велики у Нишу, буде још пет у секундарној групи, односно у другој категорији. Осим Аеродрома Бор, у секундарној групи би били: Вршац и три војна - Батајница, Лађевци и Поникве, који би евентулано, тако да би у случају потребе, брзо могли да буду претворени у међународне.
У плану је асфалтирањее постојеће стазе, доградњом још око 800 метара полетно-слетне стазе, како би се омогућило слетање авиони са 70 места, као и стицање сертификата за обављање и међународног саобраћаја.
Аеро-клуб Бор планира да направи Сервис за општу авијацију до 5.700 кг и такође град је нашао потенцијал Аеродром и жели такође да инвестира у развој аеродрома тј. светала за ноћно летење и радио фар за инструметалне прилазе. РТБ Бор планира да поново покрене радове на ски центру Црни Врх и на реконструкцији Хотела Борског језера.

## Компаније и дестинације
| Авио-компанија  | Одредишта |
| --------------- | --------- |
| Аир Вега        | -         |
| Ер Пинк         | -         |
| Принц авијација | -         |
| Аеро Ниж        | -         |